# 克特灣
克特灣（英語：Koether Inlet）是南極洲的海灣，位於埃爾斯沃思地的瑟斯頓島北岸，處於愛德華茲半島和埃文斯半島之間，長33公里，在1960年1月由美國海軍拍攝的空中照片繪入地圖，現時由南極條約體系管理。

## 外部連結
- The Glacier Society （页面存档备份，存于）

72°1′S 97°15′W / 72.017°S 97.250°W